# Орландо Гіббонс
Орландо Гіббонс (англ. Orlando Gibbons; 1583—1625) — англійський композитор, органіст та клавесиніст, один з основоположників таких музичних жанрів, як симфонія і струнний квартет.